# 吉姆·利那姆
吉姆·利那姆（Jim Lynam，1941年月5日—）生于 宾西法尼亚州费城，美国前大学篮球和职业篮球主教练。
1968-70年期间，他执教费尔菲尔德大学 (Fairfield University)；1973-78年间执教美利坚大学 (American University)；1978-81年期间执教圣约瑟夫大学 (St. Joseph's University)。随后他成为了NBA联盟的教练，在1983-85赛季执教圣迭戈快船/洛杉矶快船；1987-92赛季执教费城76人队以及在1995-97赛季执教华盛顿子弹。利那姆在大学级别执教生涯中取得158胜118负，NBA生涯取得328胜392负的执教成绩，他在1992-94年间也曾担任过费城76人队的总经理。
利那姆最荣耀的执教时刻是1981年执教圣约瑟夫大学在NCAA首轮比赛中49-48淘汰了当时的头号种子德保罗大学 (DePaul)篮球队。 
利那姆也曾在多支NBA球队担任过助理教练，比较著名的有费城76人和波特兰开拓者队，最后一次是2005-06赛季作为费城76人队主教练莫里斯·奇克斯的助理教练，在季前赛时由于身体原因离开了球队，具体原因也未透露/利纳姆随后宣布正式退休。但是在2006年9月29日，利那姆复出，他和NBA传奇巨星摩西·马龙一起成为了76人的助理教练。 （页面存档备份，存于）
他的女儿戴伊 (Dei)是费城Comcast SportsNet的评述员，她也担任76人队场边评述的工作，并且育有小孩。